# فلسطين في بطولة العالم للألعاب المائية 2011
شاركت دولة فلسطين في بطولة العالم للألعاب المائية 2011 والتي جرت في شانغهاي، الصين بين 16 و31 يوليو 2011.

## السباحة
تكونت البعثة الفلسطينية من 3 سباحين.
رجال
| اللاعب     | المنافسة         | الدور الأول | الدور الأول | الدور نصف النهائي | الدور نصف النهائي | الدور النهائي | الدور النهائي |
| اللاعب     | المنافسة         | وقت         | مرتبة       | وقت               | مرتبة             | وقت           | مرتبة         |
| ---------- | ---------------- | ----------- | ----------- | ----------------- | ----------------- | ------------- | ------------- |
| طويل مجد   | 50 متر حرة رجال  | 26.65       | 79          | لم يتأهل          | لم يتأهل          | لم يتأهل      | لم يتأهل      |
| جبريل أحمد | 200 متر حرة رجال | 2: 02.27    | 56          | لم يتأهل          | لم يتأهل          | لم يتأهل      | لم يتأهل      |
| جبريل أحمد | 400 متر حرة رجال | 4: 18.40    | 44          |                   |                   | لم يتأهل      | لم يتأهل      |

سيدات
| اللاعبة     | المنافسة           | الدور الأول | الدور الأول | الدور نصف النهائي | الدور نصف النهائي | الدور النهائي | الدور النهائي |
| اللاعبة     | المنافسة           | وقت         | مرتبة       | وقت               | مرتبة             | وقت           | مرتبة         |
| ----------- | ------------------ | ----------- | ----------- | ----------------- | ----------------- | ------------- | ------------- |
| سابين حزبون | 50 متر حرة سيدات   | 29.16       | 56          | لم تتأهل          | لم تتأهل          | لم تتأهل      | لم تتأهل      |
| سابين حزبون | 50 متر فراشة سيدات | 31.12       | 41          | لم تتأهل          | لم تتأهل          | لم تتأهل      | لم تتأهل      |